# Michelle McManus
Michelle McManus (Glasgow, 8 maggio 1980) è una cantante e personaggio televisivo britannica,  vincitrice della seconda edizione del talent show Pop Idol nel 2003.

## Biografia
Scozzese di Glasgow, nel 2003 si presenta ai provini per la partecipazione alla seconda stagione del talent show britannico Pop Idol, venendo scelta e risultando vincitrice della competizione.
Dopo la vittoria, la McManus firma un contratto discografico con la Sony BMG e la 19 Entertainment, etichette per le quali pubblica, il 25 novembre 2003, il suo primo singolo intitolato All This Time, che ottiene un immenso successo piazzandosi alla prima posizione della classifica britannica, seguito il 26 gennaio 2004 da The Meaning of Love, traccia che ha dato il nome al suo album di debutto, che però non ottengono il successo previsto vendendo appena 300 000 copie, risultato che porta la cantante al licenziamento da parte delle etichette.
Dopo l'insuccesso musicale si è dedicata al teatro prendendo parte allo spettacolo I monologhi della vagina, mentre nel 2005 ha condotto uno speciale televisivo intitolato You Are What You Eat, pubblicando poi anche un libro inerente al programma, dove racconta la sua personale battaglia contro il cibo e i segreti della sua dieta. Fu inoltre ospite di numerosi talk show britannici e conduttrice di alcuni programmi radiofonici mattutini.
Nel gennaio del 2007 torna sulle scene musicali con il singolo Just for You, per la McManii Records, che avrebbe dovuto anticipare il secondo album della cantante Different Beat, non pubblicato ancora oggi.
Michelle nel 2009 ha co-condotto un programma televisivo intitolato "The Hour". Nel dicembre dello stesso mese ha condotto "Scotland's Always Had Talent" (in onda su STV).
Nel settembre 2010 ha cantato due canzoni per Papa Benedetto XVI, durante la visita di quest'ultimo in Regno Unito.
Nel 2012 ha pubblicato con i Mànran il singolo di beneficenza Take You There.

## Discografia

### Album
- 2004 - The Meaning of Love

### Singoli
- 2003 - All This Time
- 2004 - The Meaning of Love
- 2007 - Just for You